# Prima Categoria Tridentina 1960-1961
Il campionato di calcio di Prima Categoria 1960-1961 è stato il V livello del campionato italiano. A carattere regionale, fu il secondo campionato dilettantistico con questo nome dopo la riforma voluta da Zauli del 1958.
La prima classificata veniva promossa in Serie D.

Questo è il girone unico organizzato dal Comitato Regionale Venezia Tridentina per la regione Trentino-Alto Adige.

## Girone unico

### Classifica finale
|  |     | 1ª Categoria girone unico Tridentino 1960-61 | Pt | G  | V  | N | P  | GF | GS |
|  | --- | -------------------------------------------- | -- | -- | -- | - | -- | -- | -- |
|  | 1.  | A.C. Bressanone / Brixen, Bressanone         | 33 | 20 | 15 | 3 | 2  | 41 | 16 |
|  | 2.  | U.S. Aquila, Trento                          | 27 | 20 | 12 | 3 | 5  | 45 | 32 |
|  | 3.  | U.S. Mori, Mori                              | 27 | 20 | 11 | 5 | 4  | 38 | 23 |
|  | 4.  | S.S. Benacense, Riva del Garda               | 25 | 20 | 12 | 1 | 7  | 33 | 22 |
|  | 5.  | U.S. Alense, Ala                             | 24 | 20 | 9  | 6 | 5  | 39 | 30 |
|  | 6.  | S.S. Olivo, Arco                             | 19 | 20 | 8  | 3 | 9  | 24 | 26 |
|  | 7.  | F.C. Passirio, Merano                        | 18 | 20 | 6  | 6 | 8  | 30 | 24 |
|  | 8.  | A.S. Virtus Don Bosco, Bolzano               | 15 | 20 | 6  | 3 | 11 | 19 | 29 |
|  | 9.  | G.S. Lancia, Bolzano                         | 14 | 20 | 6  | 2 | 12 | 30 | 38 |
|  | 10. | U.S. Excelsior, Laives                       | 9  | 20 | 2  | 5 | 13 | 18 | 45 |
|  | 11. | U.S. Borgo, Borgo Valsugana                  | 9  | 20 | 3  | 3 | 14 | 13 | 45 |

## Verdetti finali
- Il Bressanone / Brixen è ammesso alle finali interregionali. In seguito rinuncia alla promozione in Serie D.
- Il Borgo è retrocesso in Seconda Categoria.